# 888 Seventh Avenue
888 Seventh Avenue é um arranha-céu construído no estilo arquitetônico moderno, actualmente é o 235º arranha-céu mais alto do mundo, com 191 metros (628 ft). Edificado na cidade de Nova Iorque, Estados Unidos, foi concluído em 1971 com 46 andares.